# Póka Zsombori Erzsébet
Póka Zsombori Erzsébet (Kisbács, 1913. október 1. – 1997. augusztus 13.) erdélyi festőművész, szavalóművész, operaénekes, színész.

## Életpályája
A kolozsvári Marianum Római Katolikus Leánygimnáziumban érettségizett 1932-ben. A temesvári Képzőművészeti Akadémián szerzett oklevelet 1937-ben. A következő tanévben a kolozsvári Tanárképző Főiskola tanfolyamán rajztanári képesítést szerzett. 1945-ben elvégezte a kolozsvári zenekonzervatóriumot. 1942 és 1950 között rajz- és énektanár Szamosújváron és  Kolozsváron. Azután, 1967-es nyugdíjazásáig a Kolozsvári Állami Magyar Opera énekese volt. Nyugdíjasként műsoros és szavalóestéken lépett fel.
A Romániai Képzőművészek Országos Szövetsége és a Budapesti Képzőművészeti Szövetség tagja volt.

## Kiállításai
Kiállításai voltak Budapesten, Kolozsváron, Zilahon, Kézdivásárhelyen, Sepsiszentgyörgyön, Csíkszeredában; Münsterben, Stuttgartban, Badkonstatban, Leonbergben  (Németország); Bolzano (Olaszország).
2021-ben Párhuzamos perspektívák címmel a kolozsvári Szépművészeti Múzeumban kiállították Póka Zsombori Erzsébet, Mayer Hella, Katona-Zsombori Mária és Zsombori Erzsébet képeit.